# Chavannes, Cher

Chavannes este o comună în departamentul Cher, Franța. În 1 ianuarie 2022 avea o populație de 153 de locuitori.